# قانون حق تقرير المصير الهندي والتعليم (1975)
قانون حق تقرير المصير الهندي والتعليم الصادر من الكونغرس الأمريكي  في عام 1975 أو كما يُعرّف بالانجليزية Indian Self-Determination and Education Act of 1975، وهو قانون سمح لقبائل الأمريكيين الأصليين بالحكم الذاتي بشكل أوسع بالمقارنة بما سبق، كما سمح لهم بحق تولى مسؤولية إدارة البرامج والخدمات المتوفّرة للشعوب الأصلية من الحكومة الأمريكية وبالأخص من وزارة الداخلية الأمريكية، والقانون أيضًا مكّن القبائل نفسها بتولى هذه المسؤولية من خلال عقد اتفاقيات تعاقدية مع وزارة الداخلية. ونتيجةً لهذا القانون ازدادت سلطة حكومات القبائل في أميركا كما لعبت القبائل دور أكبر في التخطيط للبرامج الموجّهة لهم وإدارتها خصوصا فيما يتعلق بالخدمات المتوفرة من مكتب الشؤون الهندية الأمريكي و الخدمة الهندية الطبيّة (Indian Health Service) والأنظمة التعليمية وغيرها من البرامج المتوفّرة للأمريكيين الأصليين.

## أنظر أيضاً
- الحركة الهندية الأمريكية